# Erich Just
Erich Just (ur. 1898, zm. 1955) – niemiecki as myśliwski z czasów I wojny światowej z 6 potwierdzonymi zwycięstwami powietrznymi.
Erich Just służbę w Jagdstaffel 11 rozpoczął 20 września 1917 roku. Pierwsze zwycięstwo odniósł 12 grudnia nad balonem  obserwacyjnym. Dwukrotnie ranny. Łącznie odniósł 6 zwycięstw powietrznych, w Jasta 11 służył do końca wojny.
Piąte zwycięstwo powietrzne Erich Just odniósł 12 sierpnia 1918 roku nad podporucznikiem Kennethem MacKenzie Walkerem z 209 Dywizjonu RAF.